# El almohadón de plumas
El almohadón de plumas es un cuento del escritor uruguayo Horacio Quiroga (1878-1937), publicado en el libro Cuentos de amor de locura y de muerte en 1917.

## Género
Podemos apreciar los toques modernistas del escritor, ya que tenemos a la vez la impresión de realismo y de fantasía, tan propia del modernismo. Esta impresión está presente desde el inicio, dado que Quiroga empieza presentando una pareja que acaba de casarse, por lo que el lector piensa que va a presentar una pareja enamorada, feliz, que muestra su amor. Sin embargo, Quiroga presenta más bien una pareja particular pero que en algunos aspectos parece ser una pareja como todas, como escribe el autor: “Ella lo quería mucho” y “Él, por su parte, la amaba profundamente”: Esto nos da la impresión de realismo, pero describe también aspectos anormales, que no suelen ocurrir, que dan un aspecto fantástico al cuento. En efecto, dice: “el carácter duro de su marido heló sus soñadas niñerías de novia”, “vivieron una dicha especial”. Este contraste entre realismo y lo fantástico está también presente en el tema de la enfermedad; en efecto, Quiroga nos presenta síntomas que no son extraños: “un ligero ataque de influenza”, “adelgazara”, “desvanecida”. Lo extraño es que hay aspectos de la enfermedad que no se pueden explicar. ¿Por qué la enfermedad llegó de repente? ¿Por qué no hay explicaciones a esta enfermedad? El médico dice “Tiene una gran debilidad que no me explico”, “sin saber absolutamente cómo”. Todo eso mantiene la irracionalidad de lo que es relatado y crea una duda en el lector, que se pregunta en qué medida este texto es fantástico.
Podemos también encontrar este rasgo en la explicación final, porque por un lado Quiroga intenta convencer al lector de que lo que sucedió es realista, ya que acaba su cuento con una frase que muestra que todo eso es posible dando una explicación científica a lo que aconteció, aunque por otro lado el lector puede no creer esta explicación, ya que nunca se vio un bicho chupar toda la sangre de una persona hasta provocar su muerte.

## Aspectos llamativos de la obra

### El perfecto cuentista
Quiroga era conocido como el perfecto cuentista y escribió el Decálogo del perfecto cuentista. Es importante poner de relieve que a él le importa mucho el final de sus narraciones, que tenía como objetivo supremo de sus obras. Consideraba el cuento como un juego de pista, como se puede ver en este texto, ya que hay varios indicios que anuncian la muerte de Alicia, como por ejemplo la descripción de la casa. El cuentista emplea las palabras “blancura” y “frío” y estos adjetivos pueden remitir también a un cadáver...
Es posible ver un paralelismo entre Jordán y el bicho. En efecto, la luna de miel para Alicia fue una decepción; también la falta de cariño por parte de su marido, el hecho de quedarse sola en casa a su espera y el fin de sus sueños podrían haberla debilitado. Podemos pensar que su tristeza la hacía quedar en la cama y que, por tanto, el comportamiento de su marido agravaba su estado de salud. En efecto, él era duro y entonces ella se iba triste a la cama, momento que el bicho aprovechaba para chupar su sangre. Alicia es la víctima de Jordán, ya que él es un ser glacial, ella no se sentía libre de hacer lo que quería y se quedaba en casa esperándole. Podemos también ver un paralelismo entre la pérdida de sangre durante el acto sexual y la pérdida de sangre durante su enfermedad. Esta idea refuerza bien el paralelismo entre Jordán y el bicho. Por último, cabe añadir que los rasgos de Alicia, “rubia” y “suave”, son anulados por los rasgos de Jordán, que es descrito como “moreno, duro y de pocas palabras
Temáticas
4. La oscuridad de la enfermedad: «Alicia fue extinguiéndose en su delirio de anemia, agravado de tarde, pero que reunía siempre en las primeras horas. Durante el día no avanzaba su enfermedad, pero cada mañana amanecía lívida, en síncope casi...»
Recursos literarios
1. Comparación: «...los pasos hallaban eco en toda la casa, como si un largo abandono hubiera sensibilizado su resonancia.»
2. Metáfora: «...había concluido por echar un velo sobre sus antiguos sueños.»